# Brandschutzgewebe
Ein Brandschutzgewebe ist ein Textil, welches Bauteile wie Kabel vor Feuer schützen soll. Heutzutage bestehen Brandschutzgewebe meist aus offenmaschigen (gitterähnlichen) Glasfasergeweben mit einer ausschäumenden Beschichtung. Früher wurden auch Asbestfasern verwoben und im Brandschutz eingesetzt.
Durch die chemische Zusammensetzung und Beschaffenheit reagiert die Beschichtung der modernen Gewebe in mehreren Stufen, so dass eine Betriebstemperatur von bis ca. 100 °C möglich ist. Das Gewebe reagiert bei ca. 100 °C durch Verkleben und schließt die Poren ab ca. 150 °C, bevor es bei rund 200 °C mit der Ausschäumung beginnt. Bei Verpuffung und explosionsartiger Verbrennung reagiert das Gewebe ebenfalls schockartig mit Ausschäumung. Durch die Aufschäumung entsteht eine Isolierschicht, die die dahinterliegenden Bauteile eine gewisse Zeit vor Überhitzung und Brand schützt.
Im Gegensatz zu den konventionellen Brandschutzsystemen mit einem Brandschott weist das Gewebe den Vorteil auf, dass infolge der geringen Masse pro Fläche von rund 1,7 kg/m² keine große baustatische Belastung zu berücksichtigen ist. Durch die Flexibilität des Materials eignet sich Brandschutzgewebe sehr gut für den Brandschutz von Kabeln und Leitungen.
Es handelt sich eher um eine Nischenapplikation. Angeboten wird dieses Brandschutzprodukt unter den Handelsnamen Hapuflam und BC Brandschutz-Kabelbandage.